# 퀸틸루스
퀸틸루스(Quintillus, 라틴어: Marcus Aurelius Claudius Quintillus Augustus 마르쿠스 아우렐리우스 클라디우스 퀸틸루스 아우구스츠[*], 212년 경 ~ 270년 4월)는 270년에 수개월 간 통치한 로마 제국의 황제였다.

## 생애
퀸틸루스는 판노니아 인페리오르 지역의 시르미움에서 태어났다.
퀸틸루스는 클라우디우스 고티쿠스의 동생이다. 《히스토리아 아우구스타》에 따르면 퀸틸루스는 쿠데타로 정권을 탈취하였으며, 고티쿠스가 죽은 뒤 군대의 병사들의 옹립을 통해 즉위하였다. 그러나 이 외에, 원로원에 의해 선출되었다든지 원로원의 요청으로 옹립되어 즉위하였다는 설도 있다.

## 같이 보기
- 로마 황제 목록

## 참고 문헌
- Eutropius, Breviarium ab urbe condita
- Joannes Zonaras, Compendium of History extract: Zonaras: Alexander Severus to Diocletian: 222–284
- Jones, A.H.M., Martindale, J.R. The Prosopography of the Later Roman Empire, Vol. I: AD260-395, Cambridge University Press, 1971